# Dromiops
Dromiops is een geslacht van kevers uit de familie van de loopkevers (Carabidae). De wetenschappelijke naam van het geslacht is voor het eerst geldig gepubliceerd in 1899 door Peringuey.

## Soorten
Het geslacht Dromiops is monotypisch en omvat slechts de volgende soort:
- Dromiops nanniscus (Peringuey, 1899)